# Mathendush
Mathendush is een archeologische vindplaats in de regio Messak Settafet in het zuidwesten van Libië. De vindplaats is vooral bekend om de prehistorische rotstekeningen of petrogliefen.